# قلعة مزيرعة
قلعة المزيرعة أو حصن المزيرعة، هي إحدى قلاع منطقة الظفرة التابعة لإمارة أبوظبي، وتقع القلعة في واحة ليوا وهي أكبر قلاعها وتبعد 230 كم عن جزيرة أبوظبي. يعود تاريخ بناء الحصن إلى القرن التاسع عشر الميلادي. وبُنيت من قبل قبيلة المناصير (سالم بن حايز المنصوري)
صممت هذه القلعة للمراقبة والدفاع ضد أي اعتداء خارجي وهي تتكون من ثلاث طوابق، وتتميز بشكلها المربع حيث يقع المدخل الرئيسي والوحيد لها من جهة الغرب والذي يتميز بالزخارف المسننة في الجزء العلوي منه، كما توجد في الجزء العلوي من واجهة الباب والجدران الخارجية فتحات بأشكال هندسية كانت تستخدم لمراقبة حركة الأعداء في الخارج، ولرمي السهام والرماح ضد أي هجوم قد تتعرض له القلعة، كما يوجد في نهاية الجزء العلوي من مدخل القلعة وجدرانها شرفات مسننة كانت تستخدم كمتاريس في وجه رمايات المهاجمين، وكذلك لإطلاق الرمايات عليهم.
وقد بنيت القلعة من الطين بارتفاع ستة أمتار وهي ذات تصميم مميز حيث يوجد في عتبة المدخل فتحة مائلة باتجاه الخارج لتساعد في خروج مياه الأمطار إلى الخارج، كما يوجد في الطابق العلوي من البرج متاريس ومزاريب تساعد في خروج مياه الأمطار من على سطح البرج. وفي أعلى سطح القلعة توجد جدران على السطح بارتفاع 140 سم مزينة بزخارف معمارية صممت من أجل صد هجوم الأعداء، أما الزخارف فهي متاريس وفتحات دائرية ومثلثية.